# ソウル劇場
ソウル劇場（ソウルげきじょう、朝: 서울극장、ソウルクッチャン）は、大韓民国の映画館である。大韓帝国末期、同国が日本の保護国となった後の1907年（明治40年）、同国の首府・漢城府壽町（のちの京城府本町3丁目、現在のソウル特別市中区忠武路3街）に寄席・芝居小屋壽座（ことぶきざ）として開館した。1916年（大正5年）には京城劇場（けいじょうげきじょう）と改称、1929年（昭和4年）2月13日には火災により焼失、翌年1930年（昭和5年）早々に再建した。第二次世界大戦が始まる1940年（昭和15年）に映画館に転換、大映が買収して直営する。戦後は1946年ころにソウル劇場と改称したのちに、1958年に鞠快男が買収、世紀劇場（せいきげきじょう、朝鮮語: 세기극장、セキクッチャン）と改称している。その後、1977年に映画監督の郭貞煥が買収、再度ソウル劇場と改称した。現在はマルチプレックスシアター（シネマコンプレックス）であり、同館の英語表記はSeoul Cinemaである。

## 沿革
- 1907年 - 壽座として開館[3]
- 1916年 - 京城劇場として再開館[2]
- 1929年2月13日 - 火災により焼失[8]
- 1930年 - 再建[9]
- 1940年 - 映画館に転換[2]、大映が買収[4][5]
- 1946年ころ - ソウル劇場と改称[10]
- 1958年 - 鞠快男が買収、世紀劇場と改称、経営会社の世紀商事を設立[6]
- 1977年 - 映画監督の郭貞煥が買収、ソウル劇場と再改称[7]

## データ

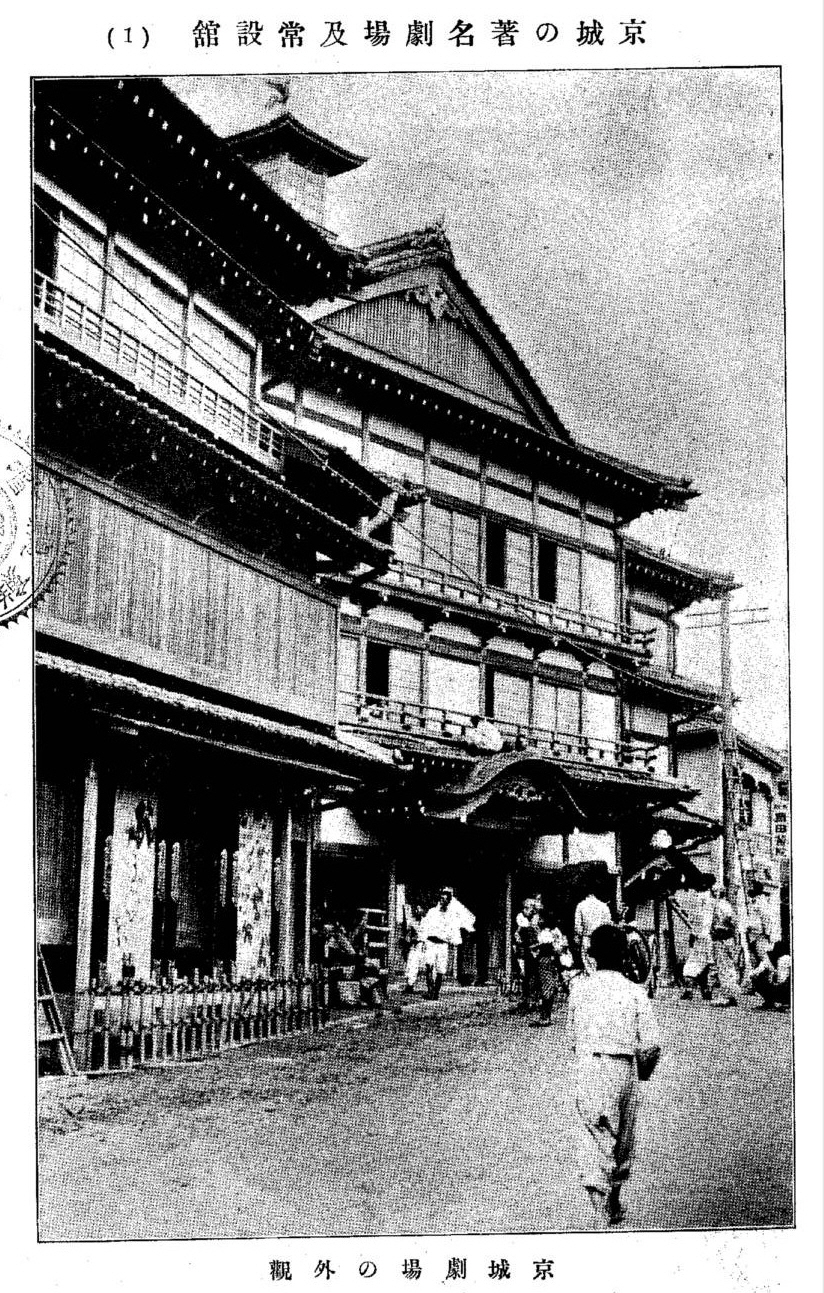
京城劇場、1922年。

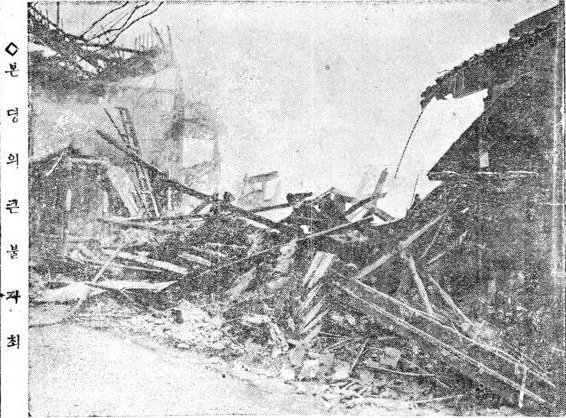
火災で灰燼に帰した京城劇場（東亜日報、1929年2月14日付）。翌年には復興した。

- 当初の所在地 : 大韓帝国漢城府壽町3丁目 （壽座の時代）
  - のちの朝鮮京城府本町3丁目94番地[2][4][5]
  - 現在の大韓民国ソウル特別市中区忠武路3街94番地

北緯37度33分44秒 東経126度59分26秒 / 北緯37.56222度 東経126.99056度
- 現在の所在地 : 大韓民国ソウル特別市鐘路区観水洞59番地7号
北緯37度34分11秒 東経126度59分30秒 / 北緯37.56972度 東経126.99167度
- 経営 : 
  1. 分島周次郞
  2. 川村正[4]
  3. 大映[5] （朝倉房吉）
  4. 松尾國三
  5. 世紀商事（代表鞠快男）[6]
  6. 合同映画（代表郭貞煥）[7]
- 構造 : 
  - 移転前 : 木造三階建（日本式家屋）⇒木造煉瓦二階建[1]
  - 移転後 : 鉄筋コンクリート造
- 観客定員数 : 
  - 移転前 : 750名（1942年[4]・1943年[5]）
  - 移転後 : 7スクリーン[7]

## 概要

### 日本統治の時代
1907年（明治40年）、大韓帝国末期、当時の同国の首府・漢城府の壽町（のちの日本統治時代の朝鮮京城府本町3丁目94番地、現在の大韓民国ソウル特別市中区忠武路3街94番地）に寄席・芝居小屋の壽座として開館した。当時の同国は、すでに日本の保護国であり、1910年（明治43年）8月29日には韓国併合によって日本の統治下に入っている。開館当初からすでに日本人が同地に入植しており、日本人向けの演芸や歌舞伎等の芝居が上演された。
1916年（大正5年）には建物を改修して、京城劇場と改称、分島周次郎が経営した。分島は、のちに同府黄金町1丁目（現在の乙支路1街）に600名を収容する映画館「楽天地」を経営した人物である。木造三階建の日本式の建築であり、1922年（大正11年）当時の写真が残っている（右上写真）。1927年（昭和2年）2月16日に本放送を開始した朝鮮放送協会京城中央放送局（JODK, 現在の韓国放送公社）では、開局の1か月後の同年3月18日から、同館で上演される演劇の中継放送が行われた。1929年（昭和4年）2月13日には、同日の未明に起きた火災により全焼、損害は15万円（当時）であり、消防士2名が死傷したと報道された。その後復興には1年程度の休館時期を要したが、翌1930年（昭和5年）3月1日付の『東亜日報』は、小さな記事で同館の再建予定を報じた。再建のための予算は10万2,000円（当時）であった。同年、木造二階建の煉瓦館が完成した。奇術師の松旭斎天勝や松旭斎天華も同館で公演している。
1940年（昭和15年）前後の時期に映画館に業態を変更している。1942年（昭和17年）に発行された『映画年鑑 昭和十七年版』によれば、同館の経営者は川村正、支配人も川村が兼務、観客定員数は750名であった。第二次世界大戦が始まり、戦時統制が敷かれ、日本におけるすべての映画が同年2月1日に設立された社団法人映画配給社の配給になり、映画館の経営母体にかかわらずすべての映画館が紅系・白系の2系統に組み入れられるが、同資料には同館の興行系統については記述されていない。1943年（昭和18年）に発行された『映画年鑑 昭和十八年版』によれば、同館は前年1月27日に発足した大日本映画製作（大映）の直営館になっている。同館の経営は朝倉房吉が行ったとされる。

### 解放後の時代

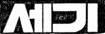
世紀劇場（1958年 - 1977年）時代のロゴ。

1945年（昭和20年）8月15日、第二次世界大戦が終了し、同年9月8日から1948年8月15日に大韓民国が建国されるまでの間は、在朝鮮アメリカ陸軍司令部軍政庁がこの地域を統治した。終戦直後の時点での同館の館主は松尾國三（1899年 - 1984年）であった。終戦の年の10月21日には、同館を始めとして、浪花館（のちの明洞劇場）、明治座 (京城府)（現在の明洞芸術劇場）等、全地域の映画館で『解放ニュース』（朝鮮語: 해방뉴쓰 특보）というタイトルの朝鮮自主製作の短篇映画シリーズの第1作（9分）が上映された。この時点での同館の館名は「京城劇場」であり、多くがまだ日本統治時代の館名を名乗っていた。1946年に発行された、日本統治下を離れて初めての年鑑である『朝鮮年鑑』にはソウル劇場として同館が記載されており、所在地は忠武路3街である。同年から1948年にかけて、同館では韓国人による演劇の公演が行われた。正確な時期は不明であるが、同館は忠武路3街から鍾路3街エリアであるに観水洞に移転している。
1958年5月2日に行われた同国の第4代総選挙で国会議員に選出された鞠快男（1922年 - 2007年）が、同年、同館を買収、世紀劇場と改称するとともに、同館を経営する会社として世紀商事を設立している。鞠は大韓劇場も創設しており、同館と同時封切りで多くの映画を公開した。同年7月16日には、韓国初のシネマスコープサイズの大画面による劇映画『生命』（朝鮮語: 생명、監督李康天）が、同館および首都劇場（のちのスカラ劇場_）の2館で同時公開された。世紀商事は1968年に興行界では初めて、株式を上場しており、鞠は韓国映画界の発展に大きく寄与した。同年7月12日には、「明洞・鐘路2大劇場同時大公開」と銘打ち、明洞にあったコリア劇場（現存せず、明洞2街50番地14号、現在のユネスコ会館の位置）および鐘路にある同館で『審判』（朝鮮語: 심판、監督高榮男）を公開している。韓国初の巨大ロボットアニメとされる長篇アニメーション映画『ロボットテコンV』（朝鮮語: 로보트태권V、監督金青基）が1976年7月24日、同国で初公開されたが、このときの旗艦劇場が、同館および大韓劇場であった。
1977年9月16日には、韓国の本格戦争映画『ドクスリ戦線』（朝鮮語: 독수리전선、監督高榮男）が、同館および大韓劇場で同時公開されたが、同年、それまで映画監督として活動していた郭貞煥（1930年 - 2013年）が同館を買収した。従来の建物を取壊し、鉄筋コンクリート造4階建のビルに改築し、翌1978年9月17日、ソウル劇場と改称して再開館した。こけら落とし作品は『最後の冬』（朝鮮語: 마지막 겨울、監督鄭素影）であった。郭は、1964年に合同映画を設立、映画の製作・監督を行っていたが、同館を経営することで興行業に大きくシフトした。1982年1月5日、当時の大統領全斗煥がソウル市内ほかの夜間外出禁止令を解除したのを受け、同館は、同年2月6日から深夜興行を開始、その第1作としてのちに同国の官能映画の代表作とされる、安昭英主演による『愛麻夫人』（朝鮮語: 애마부인、監督鄭仁燁）を公開、4か月のロングラン興行になり同館のみで31万5,738人を動員した。
1997年には同館を改築し、7スクリーンをもつマルチプレックスシアターに業態を変更した。現在、同劇場の入口に Since 1964 （「創業1964年」の意）と記されているのは、合同映画の創立年である。同館の近代化に寄与した郭が2013年11月8日に死去、すでに会長に退いた後であり、同館ならびに合同映画の経営は、女優であり、同社社長であり郭夫人である高銀兒が引き続き行う。